# 1993년 토론토 국제 영화제
제18회 토론토 국제 영화제는 1993년 9월 9일부터 9월 18일까지 캐나다 온타리오주 토론토에서 열렸다. 개막작은 데이비드 크로넌버그 감독의 <M. 버터플라이 (영화)>가 선정됐다.
포리스트 휘터커는 스트랩트(Strapped)로 국제영화비평가연맹(FIPRESCI) 국제 비평가상을 수상했다.

## 수상 및 후보

### 관객상
- 스내퍼 - 스티븐 프리어스 수상

### FIPRESCI-상
- 스트랩트 - 포레스트 휘태커 수상